# Le Chant des Templiers
Le Chant des Templiers es un álbum de música medieval grabado en el año 2006 por el Ensemble Organum, bajo la dirección de Marcel Pérès, y que contiene composiciones que provienen del manuscrito "Chantilly, Museo Condé Ms. XVIII b12". Este manuscrito es del segundo tercio del siglo XII y proviene de la Basílica del Santo Sepulcro de Jerusalén. A finales del siglo XIX fue comprado por Enrique de Orleans, duque de Aumale y depositado en el Museo Condé en el Castillo de Chantilly donde actualmente se conserva. Es un breviario que fue copiado en los primeros momentos de la utilización de la notación cuadrada.

## Pistas
1. "Crucem sanctam" (Antiphona) - 8:21
2. "Benedicat nos deus" (Responsorium) - 6:12
3. "Honor virtus et potestas" (Responsorium) - 5:47
4. "Te Deum patrem ingenitum" (Antiphona) / "Magnificat" - 14:00
5. "Media vita in morte sumus" (Antiphona) / "Nunc dimittis" - 10:35
6. "Kyrie Eleison" - 7:25
7. "Da pacem Domine" (Antiphona) / "Fiat pax in virtute tua" (Psalmus) - 7:16
8. "Salve Regina" (Antiphona) - 14:43

## Intérpretes
- Marcel Pérès (director)
- Jean-Christophe Candau
- Jérôme Casalonga
- Gianni de Gennaro
- Jean-Étienne Langianni
- Antoine Sicot
- Frédéric Tavernier
- Luc Terrieux

## Información adicional
- Referencia: Ambroisie AM 9997
- Grabación: diciembre de 2005 en la Abadía de Fontevraud.
- Ingeniero de sonido: Jean-Martial Golaz